# APMAP
APMAP‏ (Adipocyte plasma membrane associated protein) هوَ بروتين يُشَفر بواسطة جين APMAP في الإنسان.